# Interfész felfúvódása
A szoftvertervezésben az interfész felfúvódása, vagy kövér interfész (ahogy Martin Fowler nevezte a Bjarne Stroustrup and Refused Bequests című könyvben) az a jelenség, hogy egy interfész annyi műveletet tartalmaz, hogy nehéz egy objektumnak ezeket megvalósítania.
Az interfész felfúvódása példa az antimintákra. Alternatív megoldás lehet a látogató, az adapter vagy az interfész elkülönítése.

## Fordítás
Ez a szócikk részben vagy egészben  az   Interface bloat című angol Wikipédia-szócikk fordításán alapul.  Az eredeti cikk szerkesztőit annak laptörténete sorolja fel. Ez a jelzés csupán a megfogalmazás eredetét és a szerzői jogokat jelzi, nem szolgál a cikkben szereplő információk forrásmegjelöléseként.